# Brasil nos Jogos Sul-Americanos de Praia
O Brasil é um dos dez países que participaram de todas as edições dos Jogos Sul-Americanos de Praia, desde Punta del Este / Montevidéu 2009.

## Delegação
Nos Jogos de Punta del Este / Montevidéu-2009, o Brasil se fez presente com 91 atletas, enquanto que na edição seguinte de Manta-2011, o Brasil levou 138 atletas.

## Quadro de medalhas
Segue-se, abaixo, o histórico do Brasil nos Jogos Sul-Americanos de Praia.
| Ano   | Nação     | Cidade                      | Posição | Ouro | Prata | Bronze | Total |
| 2009  | Uruguai   | Punta del Este / Montevidéu | 1/15    | 12   | 6     | 7      | 25    |
| 2011  | Equador   | Manta                       | 1/10    | 12   | 3     | 5      | 20    |
| 2014  | Venezuela | Vargas                      | 3/14    | 6    | 9     | 4      | 19    |
| 2019  | Argentina | Rosário                     | 3/14    | 11   | 9     | 6      | 26    |
| Total | Total     |                             |         | 41   | 27    | 22     | 90    |

## Desempenho
O Brasil ficou com o primeiro lugar geral em duas ocasiões, na esteia do evento, em 2009 e na edição seguinte, em 2011; em ambos conquistando o seu maior número de medalhas de ouro, 12. Contudo, foi em Rosário 2019 que a sua delegação obteve o maior número de pódios, 26 no total.
Tanto na edição de 2014 quanto na edição de 2019, o Brasil ficou na sua pior classificação, um terceiro lugar.
O Brasil é o maior medalhista de ouro da competição, com um total de 41 medalhas.